# BostonEduca
BostonEduca (anteriormente EducaUC) es una fundación chilena que agrupa a establecimientos educacionales privados, con la finalidad de seguir un proyecto educativo común.

## Historia
Fue fundada en 2004 como proyecto de VentanaUC, que a la vez fue creada en conjunto por la Pontificia Universidad Católica de Chile y la empresa Prospectus Development S.A., sociedad ligada a los profesionales Felipe Larraín, Raúl Labán y Alexis Camhi.
Desde 2006 es apoyado por el fondo de inversión Expertus. Dicho fondo, que reúne a empresarios como Marco Cariola, Andrés Lyon, Alberto Hurtado y otros, se ha capitalizado con el apoyo de la línea de CORFO Mercado de Capitales MK1 y es administrado por la Administradora de Fondos de Inversión Independencia S.A.
El nombre EducaUC deja de existir en 2018, cambiando a Fundación BostonEduca, esto debido a la alianza con la Corporación Deportiva Boston College de Chile.

## Directorio
| Nombre            | Cargo                 | Estudios profesionales | Casa de estudios                         |
| ----------------- | --------------------- | ---------------------- | ---------------------------------------- |
| Raúl Labán M.     | Fundador y Presidente | Ingeniería Comercial   | Pontificia Universidad Católica de Chile |
| Raúl Labán M.     | Fundador y Presidente | Doctor en Economía     | Instituto Tecnológico de Massachusetts   |
| Helena Durán L.   | Directora             | Ingeniería Comercial   | Universidad Diego Portales               |
| Helena Durán L.   | Directora             | Máster en Negocios     | Universidad Católica de Lovaina          |
| Cristián Soler V. | Director              | Derecho                | Universidad de Chile                     |

## Equipo Ejecutivo
| Nombre                   | Cargo                                                   | Estudios profesionales                                                       | Casa de estudios                         |
| ------------------------ | ------------------------------------------------------- | ---------------------------------------------------------------------------- | ---------------------------------------- |
| Alberto de la Carrera D. | Gerente General                                         | Abogado                                                                      | Pontificia Universidad Católica de Chile |
| Alberto de la Carrera D. | Gerente General                                         | Diplomado en Gestión Estratégica de Personas                                 | CAPSIS                                   |
| Andrea Toro S.           | Directora Académica                                     | Profesora de Educación General Básica                                        | Pontificia Universidad Católica de Chile |
| Andrea Toro S.           | Directora Académica                                     | Magister en Dirección y Gestión Escolar de Calidad                           | Universidad del Desarrollo               |
| Andrea Toro S.           | Directora Académica                                     | Ex Directora Académica Colegios Dunalastair                                  |                                          |
| Claudio Marín C.         | Director de Administración, Finanzas y Recursos Humanos | Ingeniería Civil Industrial                                                  | Universidad de Santiago                  |
| Claudio Marín C.         | Director de Administración, Finanzas y Recursos Humanos | Licenciado en Ciencias de la Ingeniería                                      | Universidad de Santiago                  |
| Claudio Marín C.         | Director de Administración, Finanzas y Recursos Humanos | Diplomado en Finanzas                                                        | Universidad de Chile                     |
| Mauricio Abdala V.       | Director de Marketing y Desarrollo                      | Licenciado en Comunicación y Publicista con Mención en Marketing Estratégico | Universidad del Pacífico                 |

## Área de Servicios
El Departamento de Asesorías y Servicios Educacionales busca implementar en las instituciones educacionales, con y desde ellas, los cambios e innovaciones necesarios para alcanzar altos niveles de calidad educativa, que sean medibles y sostenibles en el tiempo. Constituida como ATE, su función es materializar la transferencia de las experiencias y metodologías desarrolladas a instituciones que lo soliciten, buscando contribuir al desarrollo de programas y modelos educativos efectivos.
Otras instituciones educacionales acceden a este modelo reconocido por el Ministerio de Educación como organismo autorizado para brindar Asistencia Técnica Educativa.

## Red de Colegios de Fundación BostonEduca
| Nombre del colegio                | Localidad    | Tipo de colegio          | Sitio web                 |
| --------------------------------- | ------------ | ------------------------ | ------------------------- |
| Instituto O'Higgins de Maipú      | Maipú        | Particular Subvencionado | iom.cl                    |
| Colegio Los Alpes                 | Maipú        | Particular Subvencionado | colegiolosalpes.cl        |
| Colegio Boston College Maipú      | Maipú        | Particular Subvencionado | bostoncollegemaipu.cl     |
| Colegio Boston College La Farfana | Maipú        | Particular Subvencionado | bostoncollegelafarfana.cl |
| Colegio El Bosque                 | Puente Alto  | Particular Subvencionado | celbosque.cl              |
| Colegio Sebastián Elcano          | San Bernardo | Particular Subvencionado | selcano.cl                |
| Colegio San Antonio del Baluarte  | Rengo        | Particular Subvencionado | elbaluarte.cl             |
| Colegio San Sebastián             | Los Andes    | Particular Subvencionado | ssla.cl                   |
| Colegio Manantial                 | La Florida   | Particular Subvencionado | colegiomanantial.cl       |

## Colegios con Sello BostonEduca
| Nombre del colegio                    | Localidad     | Tipo de colegio   | Sitio web                 |
| ------------------------------------- | ------------- | ----------------- | ------------------------- |
| Colegio Boston College Alto Macul     | La Florida    | Particular Pagado | bostoncollegealtomacul.cl |
| Colegio San Francisco                 | Paine         | Particular Pagado | csfp.cl                   |
| Colegio San Marcos                    | Macul         | Particular Pagado | colegiosanmarcos.cl       |
| Colegio Inmaculada Concepción         | Vitacura      | Particular Pagado | cicv.cl                   |
| Colegio Boston Academy Laguna del Sol | Padre Hurtado | Particular Pagado | bostonacademy.cl          |